# Lonnie Harrell
Lonnie Harrell (Washington, 11 novembre 1972) è un ex cestista statunitense, professionista nella NBDL e in Venezuela.

## Palmarès
- USBL All-Rookie Team (1996)
- All-IBA Second Team (1999)